# Aleksandr Vasilevskij

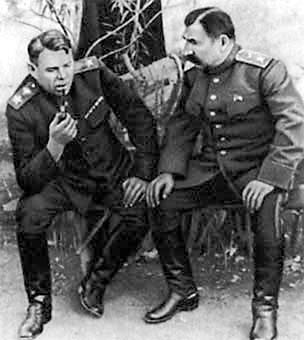
Aleksandr Vasilevskij (till vänster) och Semjon Budjonnyj

Aleksandr Michajlovitj Vasilevskij (ry. Александр Михайлович Василевский), född 30 september 1895, död 5 december 1977 i Moskva, var en sovjetisk militär.

## Militär karriär

### Andra världskriget
Vid det tyska anfallet på Sovjetunionen i juni 1941 arbetade han vid generalstaben och blev snart en av nyckelfigurerna i den sovjetiska militära ledningen. Den 24 april 1942 efterträdde han Boris Sjaposjnikov som tillförordnad generalstabschef, en post som han övertog definitivt 26 juni samma år. Mot slutet av året koordinerade han Operation Uranus, den offensiv som ledde till inneslutningen av de tyska styrkorna i Stalingrad. Han utnämndes till marskalk av Sovjetunionen 1943. Under slaget vid Kursk fungerade han som Zjukovs närmaste man. Vid Operation Bagration på sommaren 1944 förde han befäl över 1:a baltiska fronten och 3:e vitryska fronten, och övertog senare befälet över samtliga sovjetiska trupper i Baltikum. På våren 1945 utnämndes han till befälhavare över 3:e vitryska fronten inför invasionen av Ostpreussen, samtidigt som han efterträddes som generalstadschef av Aleksej Antonov. Vasilevskij förde befälet vid stormningen av Königsberg och var den som mottog den tyske befälhavaren Otto Laschs kapitulation. Vasilevskij belönades med leninorden åtta gånger. Efter Tysklands kapitulation blev Vasilevskij högste befälhavare i Fjärran östern.

### Efterkrigstiden
Vasilevskij var stabschef mellan 1946 och 1949, och blev därefter försvarsminister mellan 1949 och 1953. Efter Stalins död 1953 föll Vasilevskij i onåd och ersattes av Nikolaj Bulganin, även om han på papperet fortsatte som biträdande försvarsminister. Han utnämndes 1956 till biträdande minister för militärvetenskaperna, en undanskymd position utan egentlig militär makt. Han innehade posten i ett år innan han pensionerades av Nikita Chrustjev, i samma oblodiga utrensning där även Zjukov blev ett offer. 1959 blev han generalinspektör för försvarsministeriet, en hederspost utan egentlig betydelse. Han publicerade sina memoarer 1973 och dog 1977. Hans kropp kremerades och askan gravsattes i Kremlmuren.